# Tarō
Tarō  è un nome proprio di persona giapponese maschile.

## Origine e diffusione
Tarō, Tarou o Taro (太郎?) significa letteralmente "figlio più anziano", essendo composto da 太 (ta, "grande", "spesso") e 郎 (rou, "figlio"); è quindi analogo dal punto di vista semantico ai nomi Primo e Winona.
È comunissimo in Giappone, e i kanji da cui è composto costituiscono spesso anche un suffisso per molti altri prenomi maschili, quali Shintarō, Ryūtarō e Rentarō.

## Persone
- Tarō Asō, politico giapponese
- Tarō Gotō, calciatore giapponese
- Tarō Kagawa, calciatore giapponese

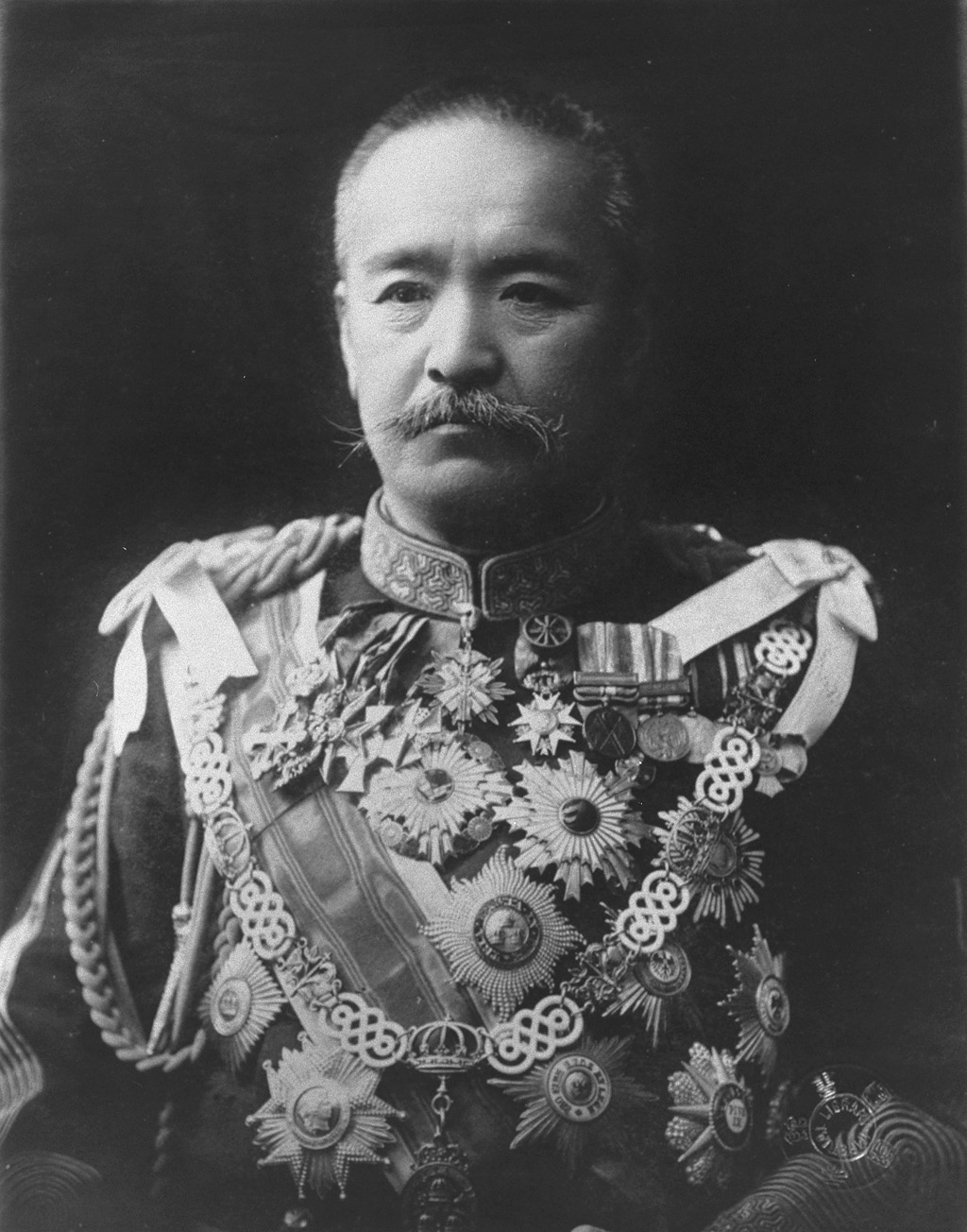
Tarō Katsura

- Tarō Katsura, militare e politico giapponese
- Tarō Kudō, compositore giapponese
- Tarō Okamoto, scrittore, scultore e pittore giapponese
- Tarō Sekiguchi, pilota motociclistico giapponese
- Tarō Yamamoto, attore giapponese

## Il nome nelle arti
- Taro Misaki (岬 太郎?, Misaki Tarō), personaggio del manga e anime Capitan Tsubasa (conosciuto in Italia come Tom Becker)
- Taro Soramame (空豆タロウ?, Soramame Tarō), personaggio del manga e anime Dr. Slump e Arale
- Collant Taro (パンスト太郎?, Pantyhose Tarō), personaggio del manga e anime Ranma ½